# After School (EP)
《After School》는 미국의 싱어송라이터 멜라니 마르티네즈의 네 번째 EP로, 2020년 9월 25일 애틀랜틱 레코드를 통해 발매되었다. 같은 날, 리드 싱글 〈The Bakery〉가 공개되었다. 이 EP는 마르티네즈의 두 번째 정규 앨범 《K–12》의 디럭스 에디션으로도 발매되었다. 마르티네즈는 이 EP가 "보다 개인적인 이야기를 담고 있으며, 잠시 ‘Cry Baby’ 캐릭터의 틀에서 벗어난다"고 밝혔다.

## 배경
2019년 9월 V 매거진과의 인터뷰에서 마르티네즈는 그녀가 《K–12》와 연관된 곡들을 발표할 예정이지만, 이 곡들이 "더 개인적이고 더 솔직한 감정을 담고 있을 것"이라고 밝혔다. 2020년 1월 8일, 마르티네즈는 인스타그램 스토리를 통해 《K–12》 시대에 속하는 EP 《After School》을 발매할 것이라고 발표했다. 원래 이 EP는 2020년 봄에 발매될 예정이었으며, 마르티네즈는 두 편의 영화와 그에 수반되는 음반을 추가로 기획하고 있다고도 밝혔다.
2020년 2월 9일, 마르티네즈는 인스타그램 스토리를 통해 EP가 봄에 발매될 예정이라고 다시 한 번 확인했으나, 이후 일정이 연기되어 9월 25일로 조정되었다. 또한, 그녀가 좋아하는 아티스트 중 한 명이 피처링한 곡이 "생각보다 더 빨리 나올 것"이라고 예고했다. 다음 날인 2월 10일, 마르티네즈는 미국 래퍼 티에라 왝과 협업한 독립 싱글 〈Copy Cat〉을 발매했는데, 이 곡은 원래 EP의 리드 싱글로 계획되었으나 최종 트랙 리스트에서는 제외되었다.
2020년 9월 15일, 마르티네즈는 둥지 안에서 두 개의 알을 품고 있는 초현실적인 사진을 인스타그램에 게시하며 "이 알들이 부화할 준비가 될 때까지 품고 있을게. 다음 주에 부화할 예정이야"라는 캡션을 남겨 EP의 발매를 암시했다. Idolator와의 인터뷰에서 마르티네즈는 〈Test Me〉의 뮤직비디오 제작에 관심이 있으며, 이미 영상 기획안을 작성했으며 "사람들이 이 곡과 얼마나 공감하느냐에 따라 제작 여부가 결정될 것"이라고 밝혔다.

## 곡 목록
| #             | 제목              | 작사·작곡                                                                                  | 프로듀서       | 재생 시간 |
| ------------- | ----------------- | ------------------------------------------------------------------------------------------ | -------------- | --------- |
| 1.            | 〈Notebook〉      | Melanie Martinez Michael Keenan                                                            | Michael Keenan | 2:31      |
| 2.            | 〈Test Me〉       | Martinez Keenan                                                                            | Keenan         | 2:55      |
| 3.            | 〈Brain & Heart〉 | Martinez Keenan Rodney Jerkins Fred Jerkins III LaShawn Daniels Cory Rooney Jennifer Lopez | Keenan         | 3:23      |
| 4.            | 〈Numbers〉       | Martinez Keenan                                                                            | Keenan         | 4:39      |
| 5.            | 〈Glued〉         | Martinez Keenan                                                                            | Keenan         | 3:13      |
| 6.            | 〈Field Trip〉    | Martinez Keenan                                                                            | Keenan         | 3:01      |
| 7.            | 〈The Bakery〉    | Martinez Blake Slatkin                                                                     | Slatkin        | 2:34      |
| 총 재생 시간: | 총 재생 시간:     | 총 재생 시간:                                                                              | 총 재생 시간:  | 22:17     |

## 노트
1. ↑  마르티네즈는 she/her 및 they/them 대명사를 사용한다. 이 글에서는 일관성을 위해 she/her 대명사를 사용한다.